# Jamides natsumiae
Jamides natsumiae är en fjärilsart som beskrevs av Hayashi 1976. Jamides natsumiae ingår i släktet Jamides och familjen juvelvingar. Inga underarter finns listade i Catalogue of Life.